# Redwashing

O vermelho tem sido historicamente uma cor associada com as diferentes correntes de esquerda política.

Redwashing (do inglês red, vermelho, e whitewash, branquear ou encobrir), lavagem vermelha ou lavagem de imagem vermelha é uma forma de propaganda na que discursos de esquerda são usados de maneira enganosa para promover a percepção de que uma organização, empresa ou pessoa está comprometida com a igualdade social.
Trata-se de uma prática comum entre partidos políticos de direita, de centro ou liberais durante atos públicos, especialmente durante o período eleitoral. Em seus discursos afirmam respaldar a igualdade, por exemplo, apoiando ao controle do mercado, a luta contra a pobreza ou defendendo as mesmas oportunidades para toda a cidadania. No entanto, uma vez no governo promovem contrariamente uma maior desigualdade social.
Em ocasiões o termo redwashing também é utilizado para denominar a prática de desacreditar a uma determinada organização ou partido político que realmente defende a igualdade social. Nestes casos, procura-se deslegitimar o argumentario destes coletivos ao apresentá-lo como extremista ou obsoleto, procurando dar a impressão de que é uma ideologia de esquerdas perigosa para o conjunto social e em contraposição a outro ideário que se evidencia como mais razoável.